# 72号美国国道
72号美国国道（英語：U.S. Route 72）是一条东西方向的美国国道。该公路连接了田纳西州查塔努加和孟菲斯，全长337英里（511.467 公里）。該國道於1926年被編號。